# 모리스 딘 윈트
모리스 딘 윈트(Maurice Dean Wint, 1964년 5월 1일 ~ )는 영국의 배우이다.
레스터셔주에서 태어났다.

## 출연 작품
- 헤이븐 (2010년)
- 낫씽 (2003년)
- 귀여운 좀비 이블린 (2002년)
- 로보캅 4 (2000년) - 존 테렌스 케이블/로보케이블 역
- 헤드윅 (2000년) - 루터 로빈슨 병장 역
- 큐브 (1997년) - 쿠엔틴 역
- 제3의 눈 (1995년)
- Rude (1995) - 제너럴 역
- 테크워 4 (1994년)
- 테크워 2 (1994년)
- 테크워 3 (1994년)
- 캡틴 파워 (1987년)

### 텔레비전
- 테크워 - TV 시리즈 (1994년)